# Heterochelus griseus
Heterochelus griseus är en skalbaggsart som beskrevs av Louis Albert Péringuey 1908. Heterochelus griseus ingår i släktet Heterochelus och familjen Melolonthidae. Inga underarter finns listade i Catalogue of Life.